# سرآسیاب (خاولنگ)
سرآسیاب جماعت و شهرکی در جنوب غربی کشور تاجیکستان است که در ناحیهٔ خاولنگ ولایت ختلان قرار دارد. جمعیت این جماعت ۵۶۳۷ است.